# Sylvain Gagnon
Sylvain Gagnon (ur. 30 maja 1970 w Dolbeau) – kanadyjski łyżwiarz szybki specjalizujący się w short tracku. Srebrny medalista olimpijski z Albertville.
Igrzyska w 1992 były jego jedyną olimpiadą i znajdował się w składzie kanadyjskiej sztafety, która zajęła drugie miejsce. Stawał na podium mistrzostw świata. Jego młodszy brat Marc pięciokrotnie zostawał medalistą olimpijskim.